# Bathypathes
Bathypathes is een geslacht van neteldieren uit de klasse van de Anthozoa (bloemdieren).

## Soorten
- Bathypathes alternata Brook, 1889
- Bathypathes bayeri Opresko, 2001
- Bathypathes bifida Thompson, 1905
- Bathypathes conferta (Brook, 1889)
- Bathypathes erotema Schultze, 1903
- Bathypathes galatheae Pasternak, 1977
- Bathypathes patula Brook, 1889
- Bathypathes platycaulus Totton, 1923
- Bathypathes robusta (Gravier, 1918)
- Bathypathes seculata Opresko, 2005